# Sagittalata
Sagittalata is een geslacht van insecten uit de familie van de Mantispidae, die tot de orde netvleugeligen (Neuroptera) behoort.

## Soorten
Deze lijst van tien stuks is mogelijk niet compleet.
- S. asiatica C.-k. Yang, 1999
- S. ata C.-k. Yang, 1999
- S. bitschi Poivre, 1982
- S. delamarei Poivre, 1982
- S. griveaudi Poivre, 1982
- S. hilaris (Navás, 1925)
- S. jucunda (Navás, 1932)
- S. lugubris (Navás, 1926)
- S. semeriai Poivre, 1981
- S. yuata C.-k. Yang & Peng, 1998